# Planescape
Planescape (Wieloświat) – świat gry (campaign setting) do gry fabularnej (Advanced) Dungeons & Dragons (D&D). Ze względu na specyficzną budowę świata gry, Planescape porusza wiele tematów natury filozoficznej, które mogą skłonić graczy do refleksji także poza grą. W Planescape osadzono akcję znanej komputerowej gry fabularnej: Planescape: Torment.
Setting ten rozwija istniejącą w D&D ideę planów, nazywanych również płaszczyznami bądź sferami egzystencji i umożliwia przy tym podróże między nimi. W odróżnieniu od typowych światów fantasy miejsce akcji nie ogranicza się do jednego kontynentu czy planety, ale może obejmować cały wszechświat nazwany właśnie Wieloświatem. Jako ich uogólnienie zawiera on w sobie większość oficjalnych światów do D&D takich jak: Forgotten Realms, Dragonlance, Greyhawk, które istnieją w nim jako osobne planety lub światy na tzw. pierwszym planie materialnym.

## Kosmologia
Wieloświat zawiera sfery (plany), które dzieli się na cztery rodzaje: materialne, wewnętrzne, zewnętrzne oraz przechodnie.
Sfery materialnePlany te są najbliższe światu rzeczywistemu, w Pierwszej Sferze Materialnej znajduje się wiele światów fantasy opisanych w innych systemach AD&D, np. Toril (Zapomniane Krainy) czy Oerth (Greyhawk).
Sfery wewnętrzne
|                                  | OGIEŃ  | POWIETRZE  | WODA | ZIEMIA  |
| -------------------------------- | ------ | ---------- | ---- | ------- |
| Energia pozytywna                | Blask  | Błyskawica | Para | Minerał |
| Energia negatywna                | Popiół | Próżnia    | Sól  | Pył     |
| ŻYWIOŁY, energie i pseudożywioły |        |            |      |         |

Obejmują one sfery żywiołów oraz energii, tak w czystej postaci jak i ich kombinacje. Istnieją cztery plany żywiołów: Plan Żywiołu Ognia, Powietrza, Wody i Ziemi oraz dwa plany energii: Plan Energii Pozytywnej i Negatywnej. Zawierają one kwintesencje swojego żywiołu lub energii, jednakże granice między planami są płynne, z tego względu wyróżnia się parażywioły oraz pseudożywioły (quasi-żywioły).
Pomiędzy dwoma sąsiadującymi ze sobą Planami Żywiołów znajdują się plany parażywiołów: Dymu, Lodu, Szlamu, Magmy, co przedstawiono na diagramie obok.
| OGIEŃ                 | → | Dym   | ← | POWIETRZE |
| --------------------- | - | ----- | - | --------- |
| ↓                     |   |       |   | ↓         |
| Magma                 |   |       |   | Lód       |
| ↑                     |   |       |   | ↑         |
| ZIEMIA                | → | Szlam | ← | WODA      |
| ŻYWIOŁY i parażywioły |   |       |   |           |

Pseudożywioły znajdują się na granicy planów żywiołów oraz energii. Na granicy Planu Energii Pozytywnej oraz odpowiednio Planu Żywiołu Ognia, Powietrza, Wody i Ziemi tworzy kolejno Plany Pseudożywiołu Blasku, Błyskawic, Pary i Minerału, na granicy Planu Energii Negatywnej znajdują się według powyższej kolejności mieszania Plany Pseudożywiołu Popiołu, Próżni, Soli i Pyłu. W tabelce znajdują się Plany Żywiołów (wyróżnione kolorem szarym i dużymi literami) oraz Energie (wyróżnione kolorem szarym) oraz ich pseudożywioły będące wynikiem ich mieszania (niewyróżnione).
Sfery zewnętrznePlany te są siedzibą większości bóstw światów, tu gromadzą się także dusze ich wyznawców oraz tych, którzy nie obrali sobie za patrona żadnego boga. Same w sobie reprezentują pewne charaktery, spojrzenia na świat, dzielą się one na oś moralną: dobro, neutralność, zło oraz etyczną: prawo, neutralność, chaos. Z tego względu wyróżnia się dziewięć odrębnych charakterów:
|             | Prawo                 | Neutralność | Chaos                |
| ----------- | --------------------- | ----------- | -------------------- |
| Dobro       | Praworządny dobry     | Dobry       | Chaotyczny dobry     |
| Neutralność | Praworządny neutralny | Neutralny   | Chaotyczny neutralny |
| Zło         | Praworządny zły       | Zły         | Chaotyczny zły       |
Sfery zewnętrzne w podziale na charaktery dzielą się następująco (sfery neutralne nazywane są też granicznymi), prawie wszystkie mają alternatywne nazwy:
|                 | Prawo → Neutralność → Chaos                                                         |
| --------------- | ----------------------------------------------------------------------------------- |
| Sfery dobra     | Arkadia → Niebiański Szczyt → Dwutopia → Elizjum → Ziemie Bestii → Arborea → Ysgard |
| Sfery neutralne | Mechanus → Krainy Zewnętrzne → Limbo                                                |
| Sfery zła       | Acheron → Baator → Gehenna → Szare Pustkowie → Tartar → Otchłań → Pandemonium       |
Krainy ZewnętrzneZnajdują się pośrodku wszystkich planów zewnętrznych i są neutralnym gruntem Wieloświata. Tam właśnie leży Iglica, nad którą znajduje się słynne Sigil.
Sfery przechodniePlany te umożliwiają podróż do innych sfer. Plan Astralny to srebrna pustka, pośród której dryfują ciała martwych bóstw, Plan Eteryczny to odpowiednik danego Planu Materialnego (choć istnieje również Plan Dalekiego Eteru, nie przynależący do żadnej z nich), tylko pełen duchów i zjaw oraz Plan Cienia będący również odbiciem współistniejącego z nim Planu Materialnego, jednak zdeformowanym i zanurzonym w ciemności.

## Sigil

### Forma
Sigil jest miastem leżącym na wariancie Pierścienia Nivena otaczającego szczyt Iglicy. Ze względu na to na niebie (obszarze zmierzającym do czubka Iglicy) nie ma ciał niebieskich; mimo to istnieją pory dnia wynikające z samoświecenia układu. Miejscowość jest nazywana Miastem Bram z powodu niezliczonej liczby portali umożliwiających dostanie się na inne plany.

### Frakcje
W Sigil występowało 15 frakcji różniących się poglądami na otaczający świat, w nawiasie przy nazwie każdej frakcji znajduje się popularne określenie ze świata gry.
Atar (Zatraceni, Wątpiący)Wierzą, że bogowie są oszustami uzurpującymi sobie jedynie prawo do prawdziwej boskości. Według członków tej frakcji, to Moce tak naprawdę potrzebują śmiertelników, nie odwrotnie. Nie są nikim więcej, niż wyjątkowo potężnymi istotami i nie zasługują na oddawanie im czci.
Wyznawcy Źródła (Bogowcy)Według nich każda istota ma w sobie boski potencjał. Świat jest miejscem prób i testów. Pokonywanie ich jest drogą do doskonałości. Sukces oznacza odrodzenie się jako istota na wyższym poziomie, porażka jako coś pośledniejszego. Stanie się bogiem nie jest ostatecznym celem. Podobnie jak Atar, Bogowcy uważają, że ponad boskością istnieje coś wyżej. Przestali istnieć wkrótce po Wojnie Frakcji.
Loża Ponurych (Ponuracy, Szaleńcy)Uważają, że nie ma czegoś takiego, jak sens życia. Zdarzenia, jakie następują, nie mają żadnego wyższego celu. Można co najwyżej samemu nadać im jakieś znaczenie.
Straż Zagłady (Tonący)Podzieleni są na trzy odłamy, ale zgadzają się co do jednego: zagłada wszystkiego jest nieunikniona. Wszystko ma swój koniec i każdy Tonący musi się z tym pogodzić. Większość z nich cieszy to i starają się przyśpieszyć nadchodzący koniec. Drudzy z kolei chcieliby go jak najbardziej opóźnić. Trzecia grupa uważa, że postępowi entropii należy się jedynie przyglądać, a jakiekolwiek zakłócanie go nie powinno mieć miejsca.
Grabarze (Martwi, Graby)Uważają obecne życie jedynie za nędzny cień poprzedniego i chcą się od niego uwolnić. Kluczem do tego jest wyzbycie się wszystkich emocji i osiągnięcie w ten sposób stanu zwanego "Prawdziwą Śmiercią". Dzięki temu ich dusza na zawsze ma zostać uwolniona. Sprzeciwiają się jakiejkolwiek innej śmierci, niż naturalna. Przedwczesne, fizyczne odejście przed porzuceniem swoich pasji oznacza jedynie odrodzenie się, albo przykucie do świata w inny sposób.
Przeznaczeni (Zaborcy, Bez Serca)Według nich, każdy jest kowalem swojego losu. Sukces należy do ludzi ambitnych i śmiałych, którzy odważyli się podjąć ryzyko i zapracowali sobie na niego. Jeśli komuś się nie wiedzie, to znaczy, że nie zasłużył sobie na lepsze życie. Przeznaczeni nigdy nie robią dla nikogo nic za darmo. Twierdzą, że na dłuższą metę to jedynie szkodzi ludziom, gdyż zachęca ich do lenistwa i korzystania z pomocy innych.
Wolna Liga (Autonomi)Sądzą, że nieważne, jaki dana osoba posiada pogląd na życie, byle był on jego własny. Odrzucają poleganie na czyimkolwiek osądzie. Każdy powinien myśleć samodzielnie. Nie uważają się za frakcję, ponieważ cała istota tych organizacji polega na mówieniu innym, w co mają wierzyć.
Stowarzyszenie Porządku (Guwernaci)Twierdzą, że cały świat rządzony jest przez prawa. Prawdziwą potęgę osiąga się dzięki ich poznaniu i postępowaniu zgodnie z nimi. Nie wolno im łamać reguł rządzących społeczeństwem, za to dopuszczalne jest korzystanie z nich do osiągnięcia swoich celów.
Harmonium (Twardogłowi)Ich ideałem jest absolutna harmonia panująca w całym Wieloświecie. Aby to osiągnąć, niezbędna jest jedność poglądów, gdyż każdy rozdźwięk prowadzi do konfliktów. Dobro jednostki jest mniej ważne od dobra całego społeczeństwa. Frakcja ta stara się opracować wspólny dla wszystkich istot kodeks postępowania i – jeżeli to będzie konieczne – zmusić je do ich przestrzegania.
Łaskobójcy (Czerwona Śmierć)Ich jedynym celem jest sprawiedliwość. Każdy winny musi ponieść karę. Litość jest narzędziem wymyślonym przez przestępców po to, by ich zbrodnie uszły im na sucho. Dlatego też jej okazywanie jest niedopuszczalne. Ulegli rozpadowi po Wojnie Frakcji.
Liga Rewolucyjna (Anarchiści)Według nich wszelka władza jest źródłem zła i musi zostać obalona. Rządy, frakcje, kulty – wszystkie organizacje są skorumpowane. Anarchiści chcą doprowadzić do ich obalenia. Dopiero, kiedy zostanie to dokonane, nastanie prawdziwa wolność. Sama przynależność do Ligi Rewolucyjnej jest w Sigil (i wielu innych miejscach Wieloświata) zabroniona przez prawo.
Stronnictwo Doznań (Czuciowcy)Twierdzą, że zmysły są jedynym sposobem na poznanie świata. Prawdziwą wiedzę można zdobyć jedynie poprzez doświadczanie tego, co świat ma do zaoferowania. Nie należy przy tym pozostawać jedynie przy przyjemnych doznaniach. Każde nowe doświadczenie jest cenne.
Znak Jedynego (Znakowcy)Uważają, że rzeczywistość stworzona jest z myśli wszystkich istot. Każda istota jest unikalnym cudem istnienia, który może swoim umysłem wpływać na świat wokół. Wielu członków frakcji uważało nawet, że są jedynymi prawdziwymi istotami, a cała reszta świata to wytwory ich wyobraźni. Przestali istnieć po Wojnie Frakcji.
Rząd Niedoścignionych (Szyfry)Sądzą, że każda istota powinna stanowić jedność ze światem. Świadoma myśl tylko temu przeszkadza. Należy działać natychmiast, bez udziału świadomości.
Kaosyci (Chaosyci)Wierzą, że nie istnieje żaden porządek. Chaos jest jedynym naturalnym stanem świata. Manifestują to, sami zachowując się w nieprzewidywalny sposób. Ich figle są nieraz niegroźne, a nieraz zabójcze.
Po wojnie frakcji Pani Bólu, władczyni Sigil, ogłosiła: "To miasto nie będzie dłużej tolerować waszych frakcji. Opuśćcie je lub gińcie." Część z organizacji zdecydowała się opuścić Sigil (Atar, Harmonium, Straż Zagłady, Stowarzyszenie Porządku i Liga Rewolucyjna), umieszczając ośrodki swojej władzy w innych miejscach Sfer. Trzy frakcje przestały istnieć, jednak ich miejsce wypełniły cztery nowe (Łaskobójcy podzielili się na Synów Łaski i Skurlobójców, a Wyznawcy Źródła i Znak Jedynego połączyli się w Oko Umysłu, sekta Pierścieniodawców została uznana za frakcję):
Synowie ŁaskiJedna z dwóch frakcji, na które podzielili się Łaskobójcy. Ich filozofia jest niemal przeciwieństwem tej, którą wyznawali poprzednio. Według nich, każda istota ma w sobie jakąś iskierkę dobroci. Łaska pozwala jej nie zgasnąć. Kara powinna być stosowana wtedy, kiedy nie ma żadnej innej opcji.
SkurlobójcyDrugi odłam Łaskobójców. Ich zdaniem porządek można zaprowadzić jedynie przy pomocy siły. Kara jest dobra, a im surowsza, tym lepsza. Jeszcze lepiej jest uderzyć zawczasu, żeby nauczyć delikwenta posłuchu, zanim ośmieli się coś zrobić.
Oko UmysłuPołączenie filozofii Wyznawców Źródła i Znaku Jedynego. Uznają zarówno boskość każdej jednostki, jak i jej możliwość wpływania swoimi myślami na otoczenie.
PierścieniodawcyGrupa, która nigdy nie miała statusu frakcji, teraz jednak stała się wystarczająco liczna. Uważają, że cokolwiek zostanie dane innemu, zatoczy krąg i powróci. Za dobry uczynek los odpłaci dobrem, uczynione innemu zło zemści się po jakimś czasie.
Niegdyś istniało dodatkowych sześć zgromadzeń mających status frakcji, dziś zapomnianych lub rozwiązanych.

## Literatura

### Opis świata Planescape
Kampania zawiera kanoniczne materiały opisujące Wieloświat.
PodręcznikiŻaden z niżej wymienionych podręczników nie został wydany w Polsce. Wszystkie oparte są na drugiej edycji systemu Advanced Dungeons & Dragons w oprawie Wieloświata, który został wydany tylko w tej wersji.
- Planescape Campaign Setting (Oprawa kampanii Wieloświata) – opisuje podstawy całego świata Planescape,
- Planes of Chaos (Plany Chaosu) – opisuje wszystkie pięć Planów Chaosu spośród Planów Zewnętrznych,
- Planes of Law (Plany Prawa) – opisuje wszystkie pięć Planów Prawa spośród Planów Zewnętrznych,
- Planes of Conflict (Plany Konfliktu) – opisuje sfery, w których nie przeważa ani prawo, ani chaos, lecz współistnieją one w ciągłym konflikcie,
- A Player`s Primer to the Outlands (Wprowadzenie gracza do Zewnętrza) – opisuje neutralny świat: Zewnętrze,
- Hellbound: The Blood War – opisuje okrucieństwa Wojny Krwi, odwiecznego konfliktu między rasami biesów Tana`ri i Baatezu

DodatkiDodatki ubogacają konstrukcję świata umożliwiając dokładniejsze poznanie szczegółów gry.
- Planescape Conspectus (Konspekt Wieloświata) – plakaty plastycznie ukazujące topografię Wieloświata,
- In The Cage: A Guide to Sigil (W Klatce: przewodnik po Sigil) – przewodnik po Mieście Bram,
- The Factol`s Manifesto (Manifest Factola) – opis frakcji, grup filozoficznych Wieloświata, a szczególnie Sigil,
- The Planewalker`s Handbook (Podręcznik obieżysfera) – wskazówki zebrane dla początkujących obieżysferów,
- On Hallowed Ground (Na świętej ziemi) – opisuje bogów i ich krainy pośród planów,
- Uncaged: Faces of Sigil (Na wolności: Oblicza Sigil) – najciekawsze osobistości zamieszkujące Miasto Bram,
- A Guide To The Astral Plane (Przewodnik po planie astralnym),
- A Guide To The Ethereal Plane (Przewodnik po planie eterycznym),
- The Inner Planes (Plany wewnętrzne) – opisy sfer żywiołów,
- Faces Of Evil: The Fiends (Oblicza zła: czarty) – opisy społeczeństwa wszystkich ras czartów, ich charakteru i natury zła,
- Monstrous Compendium Appendix I, II, III (Dodatek do kompendium o potworach, trzy części) – bestiariusz Wieloświata,
- The Planescape Sketchbook (Szkicownik Wieloświata).

PrzygodyPrzygody, nazywane również scenariuszami, zawierają gotowy wątek fabularny według którego można przeprowadzić sesję gry.
- The Eternal Boundary (Wieczne ograniczenie) – stawienie czoła tajemniczej grupie szpiegującej w oryginalny sposób frakcje,
- Well of Worlds (Studnia Światów) – zbiór przygód powiązanych ze Studnią Światów,
- In the Abyss (W Otchłani) – wejście do Otchłani w poszukiwaniu skradzionego Statku Chaosu,
- The Deva Spark (Iskra Devy) – pomoc pewnemu Devie w odzyskaniu jego boskości,
- Fires of Dis (Ognie Dis) – Harmonium zarządza, aby jedno z miast zsunęło się do sąsiedniej sfery,
- Harbinger's House (Dom zwiastuna) – tajemniczy dom kontrolowany przez Bogowców,
- Something Wild (Coś dzikiego) – konflikt na Ziemiach Bestii,
- Doors To The Unknown (Drzwi do nieznanego) – pojawienie się tajemniczych Czwartych Drzwi w Sigil,
- The Great Modron March (Wielki marsz Modronów) – przygody związane z Marszem Modronów, który rozpoczął się o kilkadziesiąt lat wcześniej niż zwykle,
- Faction War (Wojna frakcji) – konflikt, który wstrząsnął Wieloświatem,
- Dead Gods (Martwi bogowie) – scenariusz związany z pewnym martwym bóstwem,
- Tales From The Infinite Staircase (Opowieści z nieskończonych schodów) – grupa scenariuszy związanych z enigmatycznymi, nieskończonymi schodami.

### Podręczniki do innych edycji
Podręczniki do (A)D&D, które zawierają materiały dotyczące Wieloświata, ale nie są sygnowane logiem Planescape, dzięki którym można rozpocząć przygodę w tym świecie. Spośród nich w Polsce wydany został tylko pierwszy.
- Manual of the Planes (Księga Planów) – pozycja zawierająca opis planów Wieloświata oraz jego monstrów (oparte na zasadach trzeciego wydania D&D),
- Planar Handbook – rozwinięcie powyższego dzieła, w którym umieszczone zostały grywalne rasy, nowe klasy prestiżowe i dokładniej opisano (D&D wydanie 3.5),
- Manual of the Planes (Księga Planów) – zaczątek oprawy Wieloświata wydanej w kolejnej edycji, pierwsze źródło informacji o planach (AD&D wydanie pierwsze).

### Powieści
Wydane w Polsce książki osadzone w świecie Planescape:
- Torment – książkowa adaptacja znanej gry Planescape: Torment,
- Strony Bólu – książka opisująca tułaczkę Amnezjusza, mającego wręczyć władczyni Sigil tajemniczy podarunek,
- Wojny Krwi – wędrówka dwójki kuzynostwa uwikłanych w odwieczny konflikt Sfer.